# Roger de Berkeley
Roger de Berkeley (Latín medieval: Rogerus de Berchelaico, c. 1040-1093) fue un noble caballero anglonormando de ascendencia desconocida, señor de Gloucestershire y Wiltshire.  Se sabe que tuvo un hermano llamado Ralph [Raoul] y se confunden entre ellos en las crónicas contemporáneas. Se le menciona en el Libro Domesday (1085) como un importante arrendatario de Dursley, Cubberley, Dodington entre otros feudos. Recibió la baronía de Berkeley de Guillermo el Conquistador. Ocupó el cargo de preboste del señorío de Berkeley entre 1068 y 1071, como vasallo de Guillermo FitzOsbern, a quien se lo había otorgado durante la conquista normanda de Inglaterra. Recibió como donación de Guillermo Rufus ciertas tierras, con la condición de que las donara a algunos monjes o canónigos; pero impedido por la muerte accidental, las legó a su sobrino Guillermo de Berkeley. Fue uno de los tres grandes benefactores de la abadía de San Pedro en Gloucester junto a Walter de Lacy y Durand de Gloucester. Como era habitual entre la nobleza normanda, en su madurez se ordenó como monje el 17 de enero de 1091, y permaneció en la abadía hasta su muerte en 1093.

## Herencia
Se casó con una dama llamada Risa (c. 1044-1090), posiblemente una miembro de la familia de Montgomery (presunta hija de Roberto II de Bellême) pero no hay fuentes directas que lo confirmen. Tuvo una hija de otra relación anterior, Livida de Meriet (m. 1101). Fruto de esa relación con Roger nacieron varios hijos. A destacar:
- Eustace de Nympesfield (Berkeley, c. 1065-1094);
- Roger II de Berkeley, señor de Dursley (c. 1069-1131). Responsable de la construcción del castillo de Berkeley en 1117;